# Groupe de NGC 4214
Le groupe de NGC 4214 comprend au moins quatre galaxies situées dans la constellation des Chiens de chasse. La distance moyenne entre ce groupe et la Voie lactée est d'environ 3,51 Mpc (∼11,4 millions d'al). 

## Membres
Le tableau ci-dessous liste les quatre galaxies qui sont indiquées dans l'article d'Abraham Mahtessian publié en 1998. Ces quatre galaxies font partie d'un groupe plus vaste de 14 galaxies décrit par A.M. Garcia dans un article publié en 1993, le groupe de NGC 4631. 
| Nom      | Classification | Type                     | α (J2000.0)   | δ (J2000.0) | Vitesse radiale (km/s) | Magnitude apparente | Distance (Mpc) | Diamètre (kal) | D (Mpc)     |
| -------- | -------------- | ------------------------ | ------------- | ----------- | ---------------------- | ------------------- | -------------- | -------------- | ----------- |
| NGC 4163 | IAm            | Irrégulière magellanique | 12h 12m 09.1s | 36° 10′ 09″ | 164 ± 2                | 14,0                | 6,26 ± 0,52    | 5,8            | 2,93 ± 0,31 |
| NGC 4190 | Im pec         | Irrégulière magellanique | 12h 13m 44.8s | 36° 38′ 03″ | 228 ± 1                | 13,3                | 7,17 ± 0,57    | 6,9            | 4,04 ± 1,32 |
| NGC 4214 | IABIs)m        | Irrégulière magellanique | 12h 15m 39.2s | 36° 19′ 37″ | 291 ± 3                | 9,8                 | 8,11 ± 0,63    | 31             | 2,98 ± 1,10 |
| NGC 4244 | SA(s)cd?       | Spirale                  | 12h 17m 29.6s | 37° 48′ 26″ | 244 ± 0                | 10,4                | 7,31 ± 0,57    | 72             | 4,10 ± 1,44 |

Le site DeepskyLog permet de trouver aisément les constellations des galaxies mentionnées dans ce tableau ou si elles ne s'y trouvent pas, l'outil du site constellation permet de le faire à l'aide des coordonnées de la galaxie. Sauf indication contraire, les données proviennent du site NASA/IPAC.